# 仁保駅
仁保駅（にほえき）は、山口県山口市仁保中郷にある、西日本旅客鉄道（JR西日本）山口線の駅である。

## 歴史
- 1917年（大正6年）7月1日：鉄道院山口線山口駅 - 篠目駅間延伸時に開設[1][2]。
- 1963年（昭和38年）6月1日：貨物取扱廃止[2]。
- 1971年（昭和46年）8月10日：荷物扱い廃止[2]。
- 1984年（昭和59年）2月1日：無人駅化[3]。
- 1987年（昭和62年）4月1日：国鉄分割民営化に伴い、JR西日本の駅となる[2][4]。

## 駅構造
島式ホーム1面2線を有する列車交換可能な地上駅。ホーム上に待合室がある。
新山口駅管理の無人駅。駅舎・便所・自動券売機等は無い。列車接近案内が設置されている。上り線東側益田寄りにある跨線橋から直接ホームに入る形となっている。

### のりば
| ホーム      | 路線    | 方向 | 行先             |
| ----------- | ------- | ---- | ---------------- |
| 入口側（1） | ■山口線 | 上り | 山口・新山口方面 |
| 反対側（2） | ■山口線 | 下り | 津和野・益田方面 |

※実際には上記ののりば番号標は無い。上記番号は列車運転指令上の番線番号である。

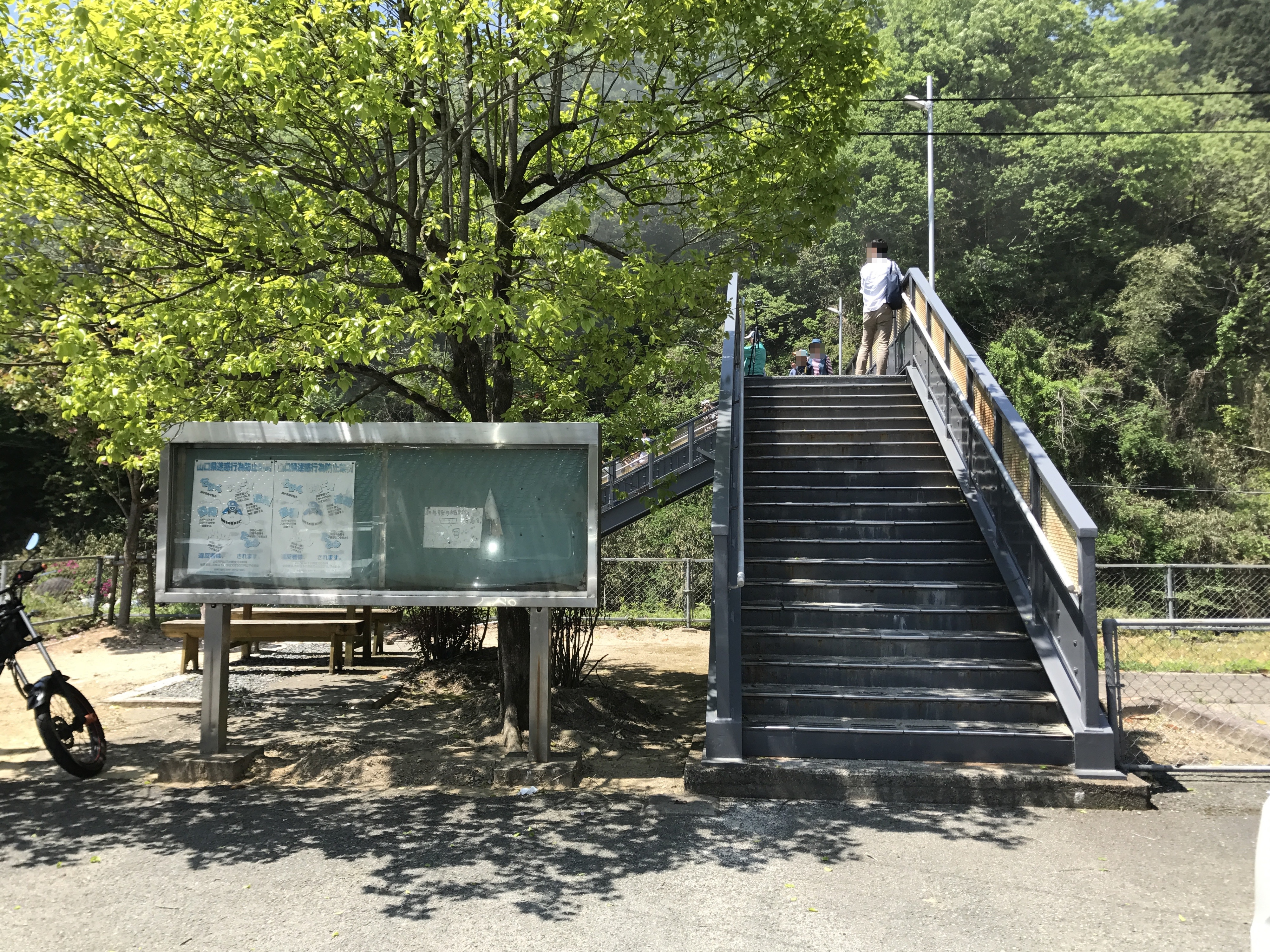
入口（2017年5月）
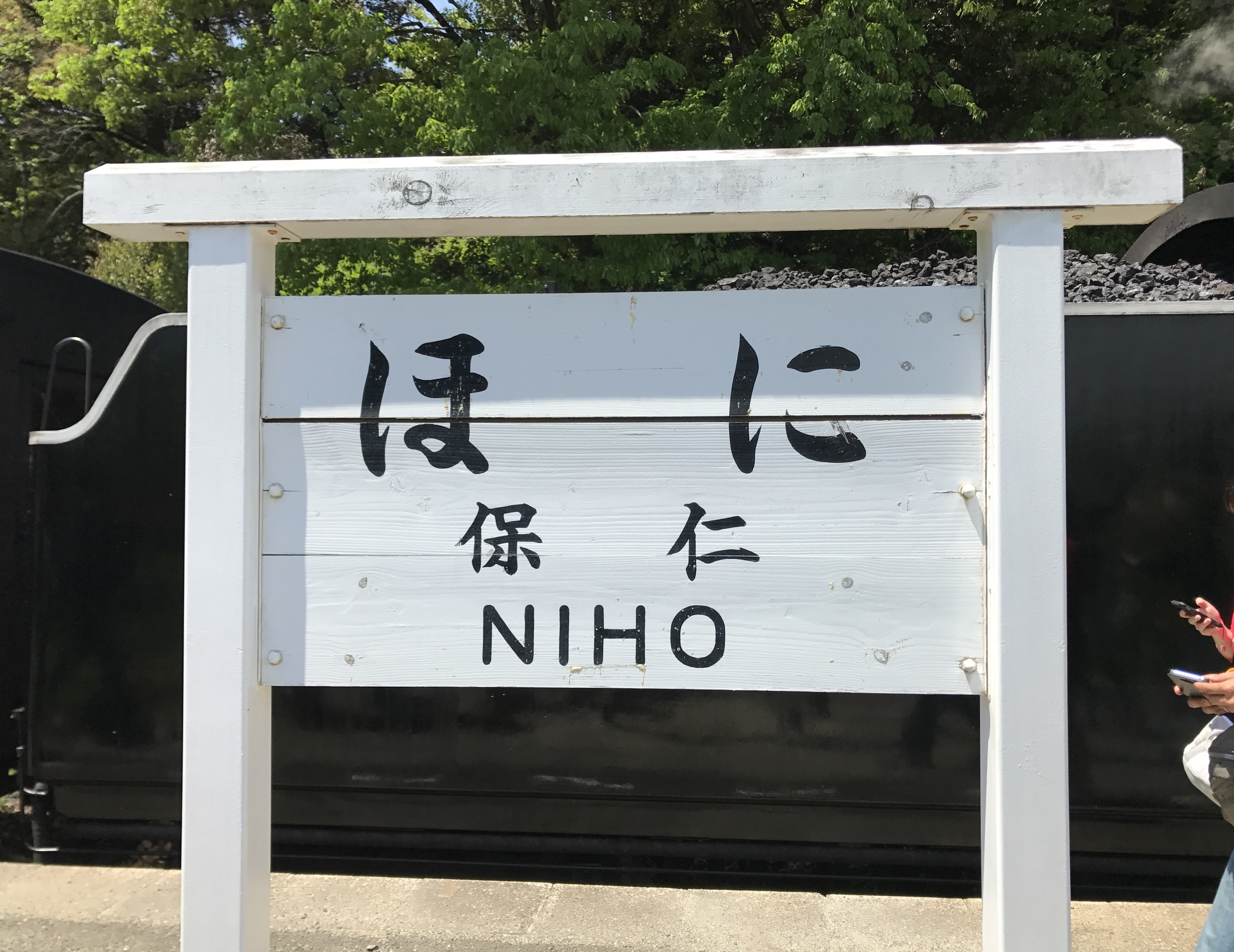
観光用駅名標（2017年5月）

## 利用状況
近年の1日平均乗車人員の推移は以下の通り。
| 乗車人員推移 | 乗車人員推移 |
| 年度         | 1日平均人数  |
| ------------ | ------------ |
| 1999         | 54           |
| 2000         |              |
| 2001         | 65           |
| 2002         | 69           |
| 2003         | 67           |
| 2004         | 63           |
| 2005         | 61           |
| 2006         | 59           |
| 2007         | 57           |
| 2008         | 44           |
| 2009         | 43           |
| 2010         | 43           |
| 2011         | 45           |
| 2012         | 29           |
| 2013         | 24           |
| 2014         | 26           |
| 2015         | 34           |
| 2016         | 29           |
| 2017         | 42           |
| 2018         | 41           |
| 2019         | 37           |
| 2020         | 36           |
| 2021         | 35           |
| 2022         | 32           |

## 駅周辺

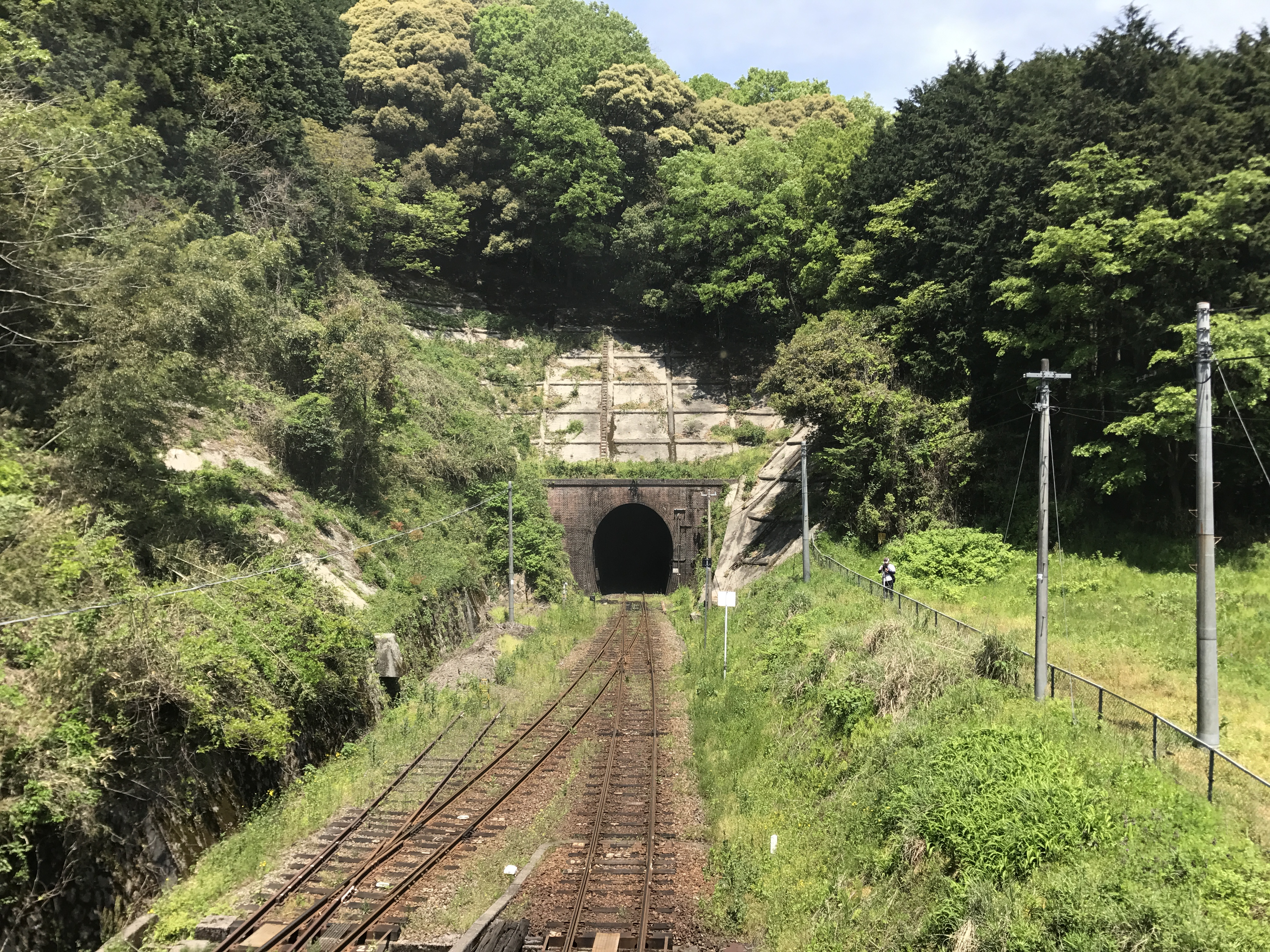
駅北側の木戸山トンネル

駅はいわゆる「仁保地域」西端に位置しており、宮野地域との地域境となる峠（仁保地峠）の頂上に近く、周辺の人家等は比較的少ない。仁保地域の中心であり、以下の施設が集まる井開田地区は当駅から国道376号を経由して約2km東となる。
- 山口市仁保地域交流センター
- 仁保郵便局
- 山口市立仁保中学校
- 山口市立仁保小学校
- KDDI山口衛星通信センター
- 道の駅仁保の郷
- 木戸峠
- 山口県警察学校
- 山口県発達障害者支援センター

## バス路線
仁保駅前のバス停は国道376号上にあり、駅からは約3分程歩く。
- 防長交通
  - 108・138・238：山口市内線（新山口駅 - 湯田温泉 - 宮野駅前 - 道の駅仁保の郷）
  - 無番：湯田温泉 - 山口県庁 - 山口駅 - 宮野 - 松柄 - 堀（徳地）

## 隣の駅
当駅 - 篠目駅間に25パーミルの急勾配（篠目駅に向かって登り坂）が連続しているため、臨時快速列車「SLやまぐち号」も下り（津和野行）に限り停車する。隣の停車駅については列車記事を参照のこと。
西日本旅客鉄道（JR西日本）
■山口線
宮野駅 - 仁保駅 - 篠目駅